# Gabriel Koch (ishockeyspelare)
Gabriel Koch, född 8 januari 2004, är en norsk professionell ishockeyspelare som spelar för Malmö Redhawks i SHL. Han har tidigare spelat i Vålerenga Ishockey.